# مارسيل روش
مارسيل روش (بالإسبانية: Marcel Roche) هو طبيب وعالم فنزويلي، ولد في 15 أغسطس 1920 في كاراكاس في فنزويلا، وتوفي في 3 مايو 2003 في ميامي في الولايات المتحدة.